# Teodorico I di Wettin
Teodorico I di Wettin o di Liesgau, conosciuto anche come Tiederico o Thiedrico (in tedesco Dietrich e in francese Thierry), (Grimma, ... – 976 circa) è considerato il più vecchio membro rintracciabile della casata di Wettin. Fu al servizio del margravio di Meißen Rikdag, di cui era anche parente da parte di padre.
In genealogia questo fa di lui il progenitore dei duchi, degli elettori e dei re di Sassonia, dei granduchi di Sassonia-Weimar-Eisenach e dei duchi dei vari ducati sassoni della Turingia, nonché di diversi monarchi dei giorni nostri, tra cui il re Carlo III del Regno Unito, il re Filippo del Belgio, l'ex re di Bulgaria Simeone II, l'ultimo imperatore tedesco Guglielmo II, così come anche l'ultimo re del Portogallo Manuele II.

## Biografia
Non si conosce quasi nulla della vita di Teodorico; nemmeno la data di morte è certa. Si pensa sia stato ucciso durante una battaglia contro gli ungheresi nel 976. Un suo parente, come già detto, potrebbe essere stato Rikdag di Meißen. Ebbe due figli:
- Dedi († 1009);
- Federico I, conte di Elienburg († 1017), che non ebbe figli.

A causa dell'importanza che riveste la figura di Teodorico nella genealogia delle famiglie reali europee, esistono molte speculazioni sulla sua ascendenza. Sono stati identificati tre possibili padri, ma non c'è un'evidenza conclusiva per nessuno di loro:
- Dedi I, conte di Hassegau († 957), un discendente del margravio di Turingia Burcardo[3];
- Burcardo III di Svevia, duca di Svevia († 973), con moglie una donna della dinastia degli Immedingi; in questo caso sarebbe stato fratello di Burcardo IV di Hassegau.
- Volkmar I, conte dell'Harzgau.